# Waylon
Waylon (WAY-lon) ist ein englischer Vorname, der vor allem in den Vereinigten Staaten von Amerika und dort insbesondere in den afrikanischstämmigen Bevölkerungsteilen der südwestlichen Staaten Mississippi, Florida, Alabama und Georgia verbreitet ist. 

## Bedeutung
Der Name stammt aus dem Englischen und bedeutet so viel wie „Land am Weg-/Straßenrand“ (von englisch way „Weg“ und land [lon] „Land“).

## Variationen
Waylen, Waylin, Weylin, Wylan, Waylan und Wayland sowie die Kurz- und Koseform Way. Der Name entspricht dem skandinavisch-germanischen Wieland.

## Bekannte Namensträger
- Wayland Becker (1910–1984), US-amerikanischer American-Football-Spieler
- Waylon Jennings (1937–2002), amerikanischer Country-Musiker
- Waylon Payne (* 1972), amerikanischer Country-Musiker und Schauspieler
- Waylon Woolcock (* 1982), südafrikanischer Radrennfahrer
- Waylon (* 1980), niederländischer Sänger

### Fiktive Personen
- Waylon Jones, ein Schurke der auch als Killer Croc bekannt ist, in der Comic-Serie Batman
- Waylon Smithers, der Assistent des Kernkraftwerkbetreibers Montgomery Burns kommt in der Zeichentrickserie Die Simpsons vor.